# Mildura Tennis International
Il Mildura Grand Tennis International è stato un torneo professionistico di tennis giocato su campi in erba. Faceva parte dell'ITF Men's Circuit e dell'ITF Women's Circuit. Si giocava annualmente a Mildura in Australia.

## Albo d'oro

### Singolare maschile
| Anno | Campione           | Finalista       | Punteggio        |
| ---- | ------------------ | --------------- | ---------------- |
| 2008 | Brydan Klein (1)   | Nathan Healey   | 6-1, ritiro      |
| 2009 | Brydan Klein (2)   | Matthew Ebden   | 6–0, 6–4         |
| 2010 | Daniel King-Turner | Colin Ebelthite | 6–3, 6(4)–7, 6–4 |
| 2011 | James Lemke        | Isaac Frost     | 6–4, 6–2         |
| 2012 | Hiroki Moriya      | Brydan Klein    | 6–4, 4–6, 6–2    |
| 2013 | Samuel Groth       | James Lemke     | 6–1, 6–4         |
| 2014 | Luke Saville       | Dane Propoggia  | 7–5, 6(5)–7, 6–0 |

### Doppio maschile
| Anno | Campioni                            | Finalisti                      | Punteggio        |
| ---- | ----------------------------------- | ------------------------------ | ---------------- |
| 2008 | Samuel Groth (1) Nathan Healey      | Andrew Coelho Brydan Klein     | 6–3, 6–4         |
| 2009 | Matthew Ebden (1) Brydan Klein      | Kaden Hensel Adam Hubble       | 7–5, 7–6(7)      |
| 2010 | Matthew Ebden (2) Samuel Groth (2)  | Adam Hubble Sadik Kadir        | 6–3, 4–6, [10–4] |
| 2011 | Érik Chvojka Sadik Kadir            | Matthew Barton Colin Ebelthite | 4–6, 6–4, [10–7] |
| 2012 | Gero Kretschmer Alex Satschko       | James Lemke Dane Propoggia     | 6–2, 7–5         |
| 2013 | Samuel Groth (3) John-Patrick Smith | Colin Ebelthite Ruan Roelofse  | 6–3, 6–4         |
| 2014 | Ryan Agar Gavin Van Peperzeel       | Jacob Grills Dane Propoggia    | 7–5, 6–4         |

### Singolare femminile
| Anno | Campionessa     | Finalista         | Punteggio   |
| ---- | --------------- | ----------------- | ----------- |
| 2010 | Casey Dellacqua | Sally Peers       | 7–5, 6–0    |
| 2011 | Hsieh Su-wei    | Katie O'Brien     | 6–1, 6–2    |
| 2012 | Ashleigh Barty  | Viktorija Rajicic | 6–1, 7–6(8) |
| 2013 | Ksenija Lykina  | Azra Hadzic       | 7–6(3), 6–3 |
| 2014 | Jang Su-jeong   | Alison Bai        | 6–1, 6–3    |

### Doppio femminile
| Anno | Campionesse                             | Finaliste                            | Punteggio           |
| ---- | --------------------------------------- | ------------------------------------ | ------------------- |
| 2010 | Casey Dellacqua (1) Jessica Moore       | Jarmila Groth Jade Hopper            | 6–2 7–6(3)          |
| 2011 | Casey Dellacqua (2) Olivia Rogowska     | Rika Fujiwara Kumiko Iijima          | 4–6, 7–6(6), [10-4] |
| 2012 | Mervana Jugić-Salkić Ksenija Lykina (1) | Stephanie Bengson Tyra Calderwood    | 5–7, 7–5, [10–7]    |
| 2013 | Ksenija Lykina (2) Yurika Sema          | Bojana Bobusic Emily Webley-Smith    | 6–4, 6–2            |
| 2014 | Jang Su-jeong Lee So-ra                 | Jessica Moore Aleksandrina Najdenova | 6–1, 1–6, [10–4]    |